# Operaer af Jules Massenet
Operaer af Jules Massenet indeholder en komplet liste over den franske komponists operaer.
| Titel                        | Fransk genrebetegnelse | Antal akter                              | Libretto | Urpremiere                                              | Sted, teater                                                                  |
| ---------------------------- | ---------------------- | ---------------------------------------- | --- | ------------------------------------------------------- | ----------------------------------------------------------------------------- |
| Esmeralda                    | Opéra                  |                                          | Efter Victor Hugos Notre-Dame de Paris | Komponeret ca. 1865, men ufærdig                        |                                                                               |
| La coupe du roi de Thulé     | Opéra                  | Tre akter                                | Édouard Blau og Louis Gallet efter Goethes digt "Der König in Thule" fra 1774                                                                               | Komponeret ca. 1866, men uopført                        |                                                                               |
| La Grand' tante              | Opéra comique          | En akt                                   | Jules Adenis og Charles Granvallet | 3. april 1867                                           | Paris, Opéra-Comique                                                          |
| Manfred                      | Opéra                  |                                          | Jules Ruelle efter Byrons Manfred | Komponeret ca. 1869, men ufærdig                        |                                                                               |
| Meduse                       |                        | Tre akter                                | Michel Carré | Komponeret 1870                                         |                                                                               |
| Don César de Bazan           | Opéra comique          | Tre akter                                | Adolphe d'Ennery, Philippe François Pinel Dumanoir og Jules Chantepie efter Victor Hugos Ruy Blas                                                           | 30. november 1872, revideret 20. januar 1888            | Paris, Opéra Comique; revideret udgave i Genève                               |
| L'adorable Bel'-boul         | Opérette               | En akt                                   | Louis Gallet | 17. april 1874                                          | Paris, Cercle des Mirlitons                                                   |
| Les templiers                |                        |                                          | | Komponeret ca. 1875, men tabt                           |                                                                               |
| Bérangère et Anatole         | Sainete                | En akt                                   | Henri Meilhac og Paul Poirson | Februar 1876                                            | Paris, Cerce de l'Union Artistique                                            |
| Le roi de Lahore             | Opéra                  | Fem akter                                | Louis Gallet | 27. april 1877                                          | Paris, Opéra Garnier                                                          |
| Robert de France             | Drame lyrique          |                                          | | Komponeret ca. 1880, men uopført og tabt                |                                                                               |
| Les Girondins                | Opéra                  |                                          | | Komponeret 1881, tabt                                   |                                                                               |
| Hérodiade, rev. som Erodiade | Opéra                  | Tre akter, revideret udgave i fire akter | Paul Milliet og Georges Hartmann efter Gustave Flauberts Herodias, Nr. 3 der Trois Contes                                                                   | 19. december 1881, revideret udgave 1. februar 1884,    | Bruxelles, Théâtre de la Monnaie, revideret udgave i Paris, Théâtre Italienne |
| Manon                        | Opéra comique          | Fem akter                                | Henri Meilhac og Philippe Gille efter Antoine François Prévosts L'Histoire du Chevalier Des Grieux et de Manon Lescaut                                      | 19. januar 1884                                         | Paris, Opéra Comique                                                          |
| Le Cid                       | Opéra                  | Fire akter                               | Adolphe d'Ennery, Louis Gallet og Édouard Blau efter Pierre Corneille                                                                                       | 30. november 1885                                       | Paris, Opéra Garnier                                                          |
| Esclarmonde                  | Opéra romanesque       | Fire akter                               | Alfred Blau og Louis-Ferdinand de Gramont | 15. maj 1889                                            | Paris, Opéra Comique                                                          |
| Le mage                      | Opéra                  | Fem akter                                | Jean Richepin | 16. marts 1891                                          | Paris, Opéra Garnier                                                          |
| Werther                      | Drame lyrique          | Fire akter                               | Édouard Blau, Paul Milliet og Georges Hartmann efter Johann Wolfgang von Goethes Die Leiden des jungen Werther (tysk oversættelse for Wien ved Max Kalbeck) | 16. februar 1892 (på tysk), 16. januar 1893 (på fransk) | Wien, Hofoper; Paris, Opéra Comique                                           |
| Thaïs                        | Comédie lyrique        | Tre akter                                | Louis Gallet efter roman af samme navn af Anatole France | 16. marts 1894, revideret 13. april 1898                | Paris, Opéra Garnier, revideret udgave i Paris, Opéra Comique                 |
| Le portrait de Manon         | Opéra comique          | En akt                                   | Georges Boyer | 8. maj 1894                                             | Paris, Opéra Comique                                                          |
| La Navarraise                | Episode lyrique        | To akter                                 | Jules Claretie, og Henri Cain efter Clareties La cigarette                                                                                                  | 20. juni 1894                                           | London, Royal Opera House, Covent Garden                                      |
| Amadis                       | Opéra légendaire       | Fire akter                               | Jules Claretie | Komponeret ca. 1895, opført 1. april 1922               | Monte Carlo, Opéra                                                            |
| Sapho                        | Pièce lyrique          | Fem akter                                | Henri Kain og Arthur Bernède efter Alphonse Daudet | 7. november 1897, revideret 22. januar, 1909            | Paris, Opéra Comique (begge versioner)                                        |
| Cendrillon                   | Conte de fées          | Fire akter                               | Henri Cain efter Charles Perraults Cendrillon ou La Petite Pantoufle                                                                                        | 24. maj 1899                                            | Paris, Opéra Comique                                                          |
| Grisélidis                   | Conte lyrique          | Prolog og tre akter                      | Armand Silvestre og Eugène Morand | 20. november 1901                                       | Paris, Opéra Comique                                                          |
| Le jongleur de Notre-Dame    | Miracle                | Tre akter                                | Maurice Lena efter Anatole France, L'Etui de Nacre | 18. februar 1902                                        | Monte Carlo, Opéra                                                            |
| Chérubin                     | Comédie chantée        | Tre akter                                | François de Croisset og Henri Cain | 14. februar 1905                                        | Monte Carlo, Opéra                                                            |
| Ariane                       | Opéra                  | Fem akter                                | Catulle Mendès | 31. oktober 1906                                        | Paris, Opéra Garnier                                                          |
| Thérèse                      | Drame musical          | To akter                                 | Jules Claretie | 7. februar 1907                                         | Monte Carlo, Opéra                                                            |
| Bacchus                      | Opéra                  | Fire akter                               | Catulle Mendès | 5. maj 1909                                             | Paris, Opéra Garnier                                                          |
| Don Quichotte                | Comédie héroïque       | Fem akter                                | Henri Cain efter Jacques Le Lorrains Le Chevalier de la longue figure                                                                                       | 19. februar 1910                                        | Monte Carlo, Opéra                                                            |
| Roma                         | Opéra tragique         | Fem akter                                | Henri Cain efter A. Parodis Roma vaincue | 17. februar 1912                                        | Monte Carlo, Opéra                                                            |
| Panurge                      | Haulte farce musical   | Tre akter                                | Maurice Boukay (L. Coybal) og Georges Spitzmüller efter François Rabelais' La vie inestimable de Gargantua og Faits et dits héroïques du grand Pantagruel   | 25. april 1913                                          | Paris, Théâtre de la Gaite                                                    |
| Cléopâtre                    | Opéra                  | Fire akter                               | Louis Payen (A. Liénard ) | 23. februar 1914                                        | Monte Carlo, Opéra                                                            |